# Тервьорен
Тервьорен (на нидерландски: Tervuren) е селище в Централна Белгия, окръг Льовен на провинция Фламандски Брабант. Намира се на 10 km западно от град Льовен и на 8 km източно от центъра на Брюксел. Населението му е около 20 600 души (2006).